# 구조 유전자
구조 유전자(構造遺傳子, 영어: structural gene)는 조절인자(예: 조절 단백질) 이외의 모든 RNA 또는 단백질 산물을 암호화하고 있는 유전자이다. 젖당 오페론에서 파생된 용어인 구조 유전자는 일반적으로 단백질이 유전자 발현을 조절하는 기능을 하지 않는 한 생성될 단백질의 아미노산에 해당하는 DNA 서열을 포함하는 것으로 간주한다. 구조 유전자의 산물에는 효소와 구조 단백질이 있다. 또한 구조 유전자에 의해 암호화되는 것은 rRNA 및 tRNA(그러나 모든 조절 miRNA 및 siRNA는 제외)와 같은 비암호화 RNA이다.

## 같이 보기
- 유전자
- 젖당 오페론